# Dennis Richardson
Dennis Leroy Richardson (Aruba, 9 januari 1946) was minister van Justitie van Sint-Maarten van 14 juni 2013 tot 19 november 2015. Van 2010 tot 2013 was hij staatsraad van het Koninkrijk namens Sint Maarten.
Richardson heeft in Sint-Maarten zijn MULO-A afgerond en is daarna in 1962 naar Nederland afgereisd. In Nederland studeerde hij aan de 'Bestuurs Academie' waar hij de studie 'Gemeente Administratie I en II' deed. Later ontving hij een mastergraad in 'Business Administration en in Business Information Technology'. De master was een samenwerkingsprogramma tussen de Erasmus Universiteit en de Universiteit van Michigan.
In Nederland werkte Richardson onder anderen bij de gemeente Zandvoort en Haarlem, later trad hij ook in dienst van de provincie Noord-Holland. Ook was hij directeur bij het Bureau van coördinatie voor de ontwikkeling van 6 steden in de Randstad. 
Richardson keerde in 1994 terug naar Sint-Maarten waar hij als gezaghebber van Sint-Maarten werd aangesteld. Hij bleef gezaghebber tot 21 september 2000, hierna werd hij bestuurder bij een telecommaatschappij. Vanaf 10-10-'10 werd Richardson lid van de Raad van Advies van Sint-Maarten, in 2011 werd hij tevens staatsraad bij de Raad van State van het Koninkrijk. Hij was de eerste staatsraad namens Sint Maarten sinds het eiland de status van land binnen het Koninkrijk had verkregen. Na zijn benoeming als staatsraad van het Koninkrijk werd hij nu, buitengewoon lid van de Raad van Advies van Sint-Maarten. Richardson was voorts, projectdirecteur van de staatkundige hervorming van Sint-Maarten tot een land binnen het Koninkrijk der Nederlanden. 
In juni 2013 werd hij minister van Justitie in het Kabinet-Wescot-Williams III, hieruit voortvloeiende heeft hij afstand gedaan van zijn functie bij de Raad van Advies en de Raad van State. Ook in het kabinet-Gumbs is Richardson minister van justitie. 